# Flora vaginal na gravidez
A flora vaginal na gravidez, ou microbiota vaginal na gravidez, é diferente da flora vaginal (a população de microrganismos que reside na vagina) antes da puberdade, durante os anos reprodutivos e após a menopausa. Uma descrição da flora vaginal de gestantes imunocomprometidas não é abordada neste artigo. A composição da flora vaginal difere significativamente na gravidez. Bactérias ou vírus infecciosos frequentemente não apresentam sintomas.

## Microbiota na gravidez
Na gravidez normal, acredita-se que a flora vaginal residente ofereça proteção contra infecções. A microbiota durante a gestação é predominantemente composta por espécies de Lactobacillus. A composição da microbiota pode mudar ao longo da gravidez. Se as populações se tornam mais diversas, indicando que a população normal dominada por Lactobacillus mudou para uma população de vaginose bacteriana, aumentam os riscos de desfechos adversos na gravidez. Corrimento vaginal é comum na gravidez, mas não é um indicador de vaginose bacteriana ou de microbiota anormal. O tratamento de populações anormais da microbiota vaginal com lactobacilos e estriol durante a gravidez mostrou restaurar a microbiota a um estado normal.
Durante a gravidez, o microbioma vaginal pode contribuir e desempenhar papel importante no trabalho de parto espontâneo e prematuro. A transmissão da flora da mãe para os filhos ocorre pela vagina, leite materno e intestino materno. Após o parto, o microbioma rico em Lactobacillus diminui significativamente e torna-se mais diverso no período pós-parto.
Na gravidez, o pH é alterado devido ao excesso de corrimento vaginal, o que modifica a microbiota presente na vagina. As espécies bacterianas Firmicutes e Actinobacteria são identificadas em estados disbióticos como este.

## Vaginose bacteriana e gravidez
A vaginose bacteriana na gravidez é uma alteração da microbiota vaginal normal da gestação. Infecções intrauterinas durante a gravidez são causadas por bactérias que provocam inflamação. As mulheres podem apresentar poucos ou nenhum sintoma. Isso às vezes leva à corioamnionite e outros desfechos negativos. A corioamnionite é devida à presença de bactérias como Ureaplasma parvum e espécies de Mycoplasma, o que gera a liberação de citocinas e quimiocinas pró-inflamatórias, como a IL-8, que causa o amadurecimento cervical e pode resultar em parto prematuro. Quando há altas contagens bacterianas na vagina durante a gravidez, geralmente é devido à presença dos seguintes organismos:
- Gardnerella vaginalis
- Fusobacterium nucleatum
- Bacteroides ureolyticus
- Atopobium vaginae
- Espécies de Estafilococos
- Espécies de Estreptococos
- Espécies de Mobiluncus
- Espécies de Mycoplasma

Grande parte do microbioma vaginal também inclui o viroma vaginal. Segundo estudos já realizados, observa-se abundância de vírus dsDNA, ssDNA e alguns vírus não identificados que fazem parte do microbioma vaginal. Apenas alguns vírus eucarióticos foram detectados. Entre os detectados, os patogênicos foram Herpesvirales e Papillomaviridae.

## Variação racial nos microbiomas vaginais
Há variações raciais presentes nos microbiomas entre mulheres de diferentes raças. Mulheres asiáticas, brancas e caucasianas foram observadas com mais flora anaeróbia, sendo o Lactobacillus o membro dominante. Mulheres hispânicas e negras também apresentam bactérias anaeróbias, mas o membro dominante de seus microbiomas não é o Lactobacillus. Mulheres negras apresentam um cluster dominante de espécie única, enquanto caucasianas apresentam múltiplas espécies de Lactobacillus em seu microbioma.
A diversidade racial é apenas um dos fatores que influenciam a variação dos microbiomas nas mulheres. Outros fatores incluem saúde, parceiro sexual, mãe diabética ou não, e diferenças entre gêmeos monozigóticos e dizigóticos. Entre os modos de transmissão da microbiota da mãe para o bebê, o parto vaginal é o mais favorável.

## Flora Vaginal Anormal (FVA)
Os microbiomas vaginais são afetados e influenciados por muitos fatores exógenos e endógenos. Esses fatores incluem contraceptivos, uso de antibióticos, duchas vaginais e gravidez. A flora vaginal anormal (FVA) ocorre quando há crescimento excessivo e colonização por microrganismos patogênicos. Isso inclui microrganismos que causam infecções como candidíase vulvovaginal (CVV), vaginose bacteriana (VB), vaginose citolítica (VC), flora intermediária e vaginites mistas, e tricomoníase.
Estudos mostram que a FVA pode ser um fator de risco contribuinte em complicações ginecológicas. Entre elas estão doenças sexualmente transmissíveis e doença inflamatória pélvica. A FVA também foi associada a problemas como ruptura prematura de membranas, parto prematuro, infecções intrauterinas ascendentes e outros desfechos adversos da gravidez.

## História
As investigações sobre microbiomas associados à reprodução começaram por volta de 1885 com Theodor Escherich. Ele escreveu que o mecônio do recém-nascido era livre de bactérias, o que foi interpretado como indício de que o ambiente uterino era estéril. Outras investigações usaram fraldas estéreis para coletar o mecônio. Nenhuma bactéria pôde ser cultivada das amostras. Bactérias foram detectadas e estavam diretamente proporcionais ao tempo entre o nascimento e a eliminação do mecônio.